# Collegio uninominale Lazio 2 - 04 (2020)
Il collegio elettorale uninominale Lazio 2 - 04 è un collegio elettorale uninominale della Repubblica Italiana per l'elezione della Camera dei deputati.

## Territorio
Come previsto dalla legge n. 51 del 27 maggio 2019, il collegio è stato definito tramite decreto legislativo all'interno della circoscrizione Lazio 2.
È formato dal territorio di 60 comuni della provincia di Frosinone: Acuto, Alatri, Alvito, Amaseno, Anagni, Arnara, Arpino, Atina, Boville Ernica, Broccostella, Campoli Appennino, Casalattico, Casalvieri, Castelliri, Castro dei Volsci, Ceccano, Ceprano, Collepardo, Falvaterra, Ferentino, Filettino, Fiuggi, Fontana Liri, Fontechiari, Frosinone, Fumone, Gallinaro, Giuliano di Roma, Guarcino, Isola del Liri, Monte San Giovanni Campano, Morolo, Paliano, Pastena, Patrica, Pescosolido, Picinisco, Piglio, Pofi, Posta Fibreno, Ripi, San Biagio Saracinisco, San Donato Val di Comino, Santopadre, Serrone, Settefrati, Sgurgola, Sora, Strangolagalli, Supino, Torre Cajetani, Torrice, Trevi nel Lazio, Trivigliano, Vallecorsa, Veroli, Vicalvi, Vico nel Lazio, Villa Latina e Villa Santo Stefano.
Il collegio è parte del collegio plurinominale Lazio 2 - 02.

## Eletti
| Elezione | Elezione | Deputato           | Partito           |
| -------- | -------- | ------------------ | ----------------- |
|          | 2022     | Massimo Ruspandini | Fratelli d'Italia |

## Dati elettorali

### XIX legislatura
Come previsto dalla legge elettorale, 147 deputati sono eletti con sistema a maggioranza relativa in altrettanti collegi uninominali a turno unico.
| Candidati                                 | Candidati                    | Voti    | %     | Liste                          | Voti    | %     |
| ----------------------------------------- | ---------------------------- | ------- | ----- | ------------------------------ | ------- | ----- |
|                                           | Massimo Ruspandini ✔️ Eletto | 93 380  | 54,55 | Fratelli d'Italia              | 56 664  | 33,10 |
| Lega per Salvini Premier                  | Massimo Ruspandini ✔️ Eletto | 93 380  | 54,55 | 18 260                         | 10,67   |       |
| Forza Italia                              | Massimo Ruspandini ✔️ Eletto | 93 380  | 54,55 | 17 486                         | 10,21   |       |
| Noi moderati/Lupi - Toti - Brugnaro - UDC | Massimo Ruspandini ✔️ Eletto | 93 380  | 54,55 | 970                            | 0,57    |       |
|                                           | Andrea Turriziani            | 31 610  | 18,47 | Partito Democratico-IDP        | 23 954  | 13,99 |
| Alleanza Verdi e Sinistra                 | Andrea Turriziani            | 31 610  | 18,47 | 3 865                          | 2,26    |       |
| +Europa                                   | Andrea Turriziani            | 31 610  | 18,47 | 2 835                          | 1,66    |       |
| Impegno Civico - Centro Democratico       | Andrea Turriziani            | 31 610  | 18,47 | 956                            | 0,56    |       |
|                                           | Ilaria Fontana               | 28 423  | 16,60 | Movimento 5 Stelle             | 28 423  | 16,60 |
|                                           | Stefano Carducci             | 11 074  | 6,47  | Azione - Italia Viva - Calenda | 11 074  | 6,47  |
|                                           | Damiana Fiammenghi           | 2 638   | 1,54  | Italexit                       | 2 638   | 1,54  |
|                                           | Sonia Sale                   | 2 493   | 1,46  | Unione Popolare                | 2 493   | 1,46  |
|                                           | Paolo Di Ruzza               | 1 568   | 0,92  | Italia Sovrana e Popolare      | 1 568   | 0,92  |
| Totale                                    | Totale                       | 171 186 | 100   |                                | 171 186 | 100   |
|                                           |                              |         |       |                                |         |       |
| Schede bianche                            | Schede bianche               | 3 078   | 1,71  |                                |         |       |
| Schede nulle                              | Schede nulle                 | 5 759   | 3,20  |                                |         |       |
| Votanti                                   | Votanti                      | 180 023 | 63,80 |                                |         |       |
| Elettori                                  | Elettori                     | 282 186 |       |                                |         |       |